# Phalonidia
Phalonidia es un género de polillas de la familia Tortricidae.

## Ejemplares del género

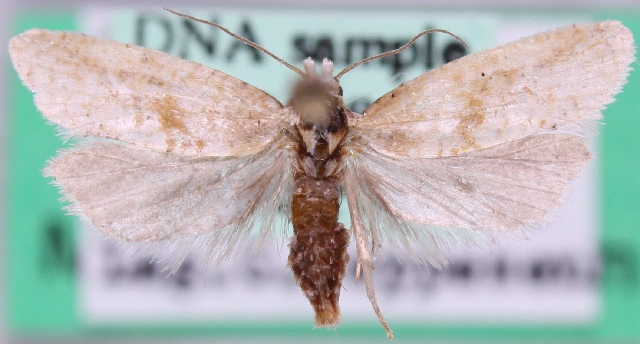
Phalonidia affinitana
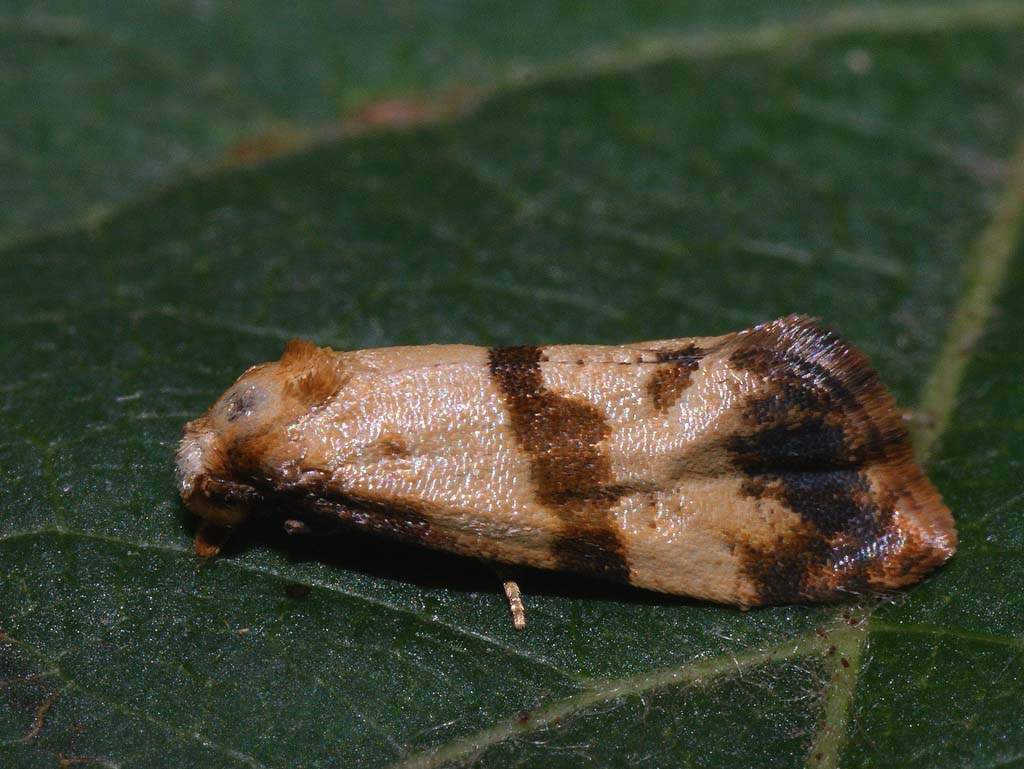
Phalonidia contractana
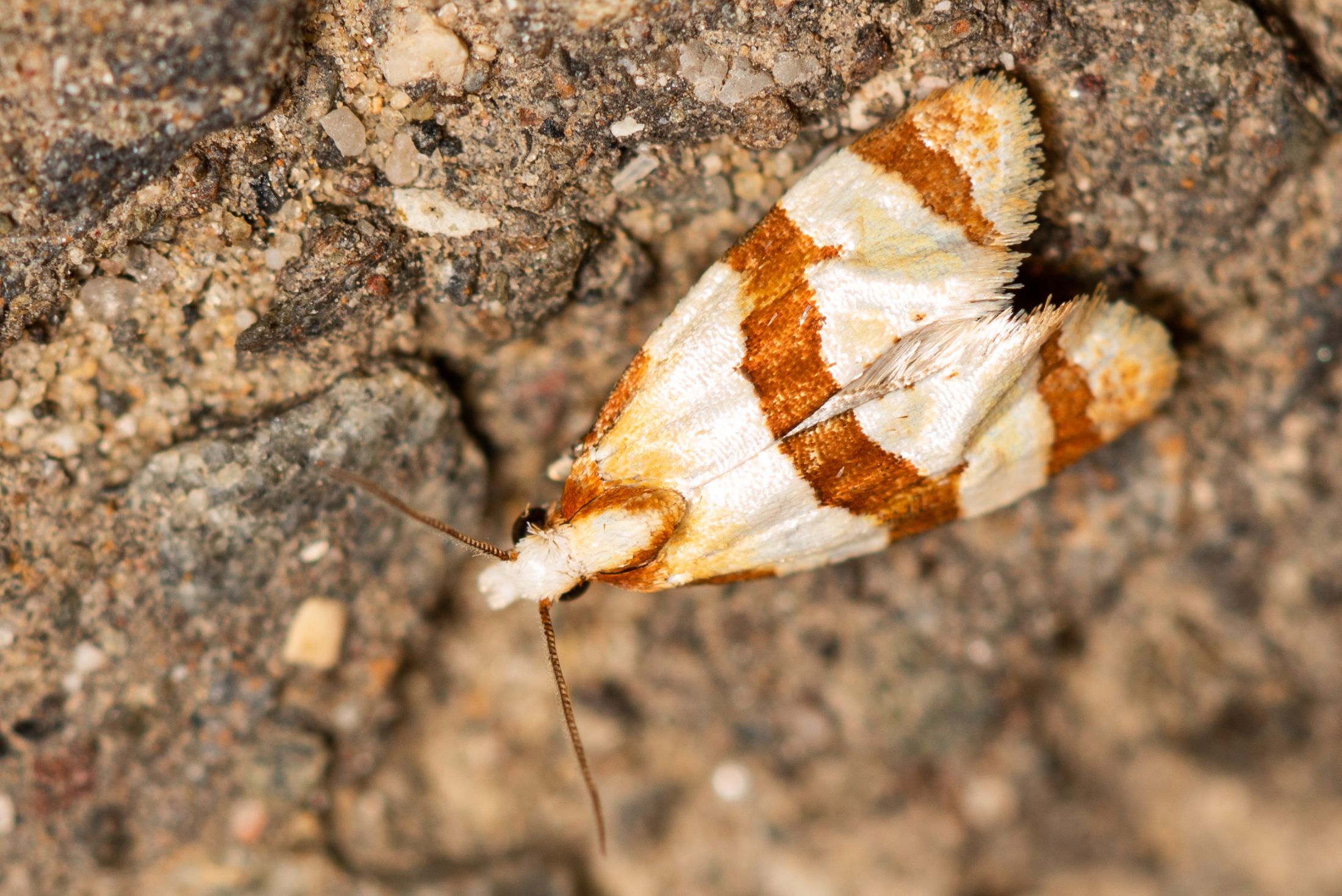
Phalonidia albipalpana
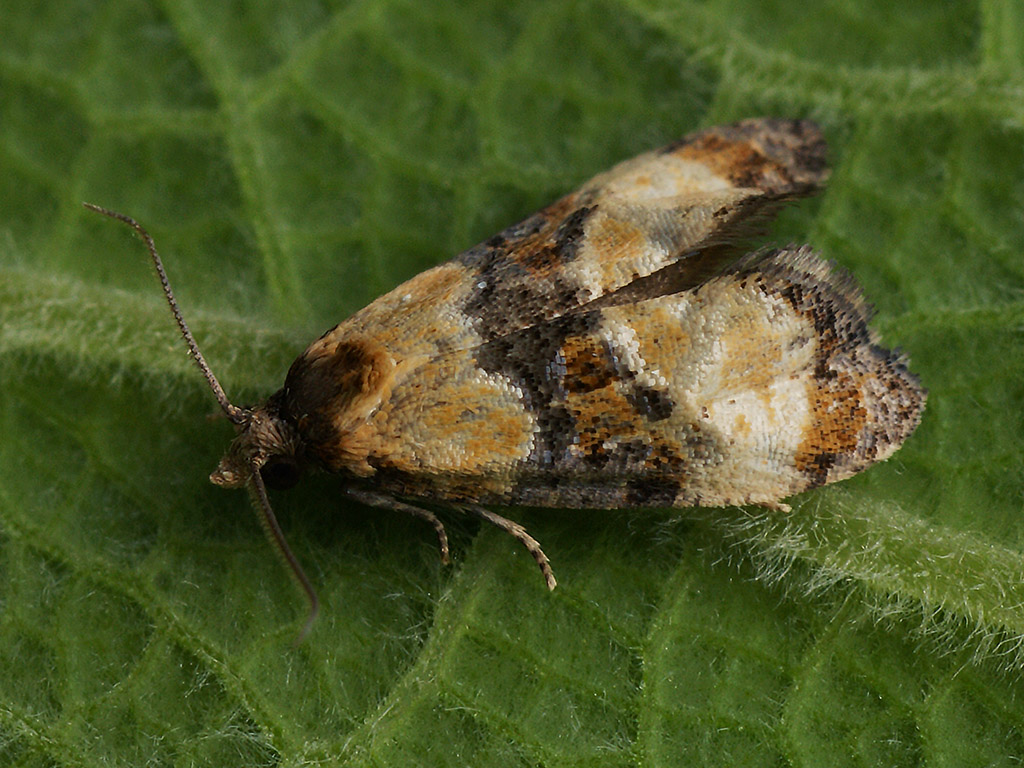
Phalonidia curvistrigana
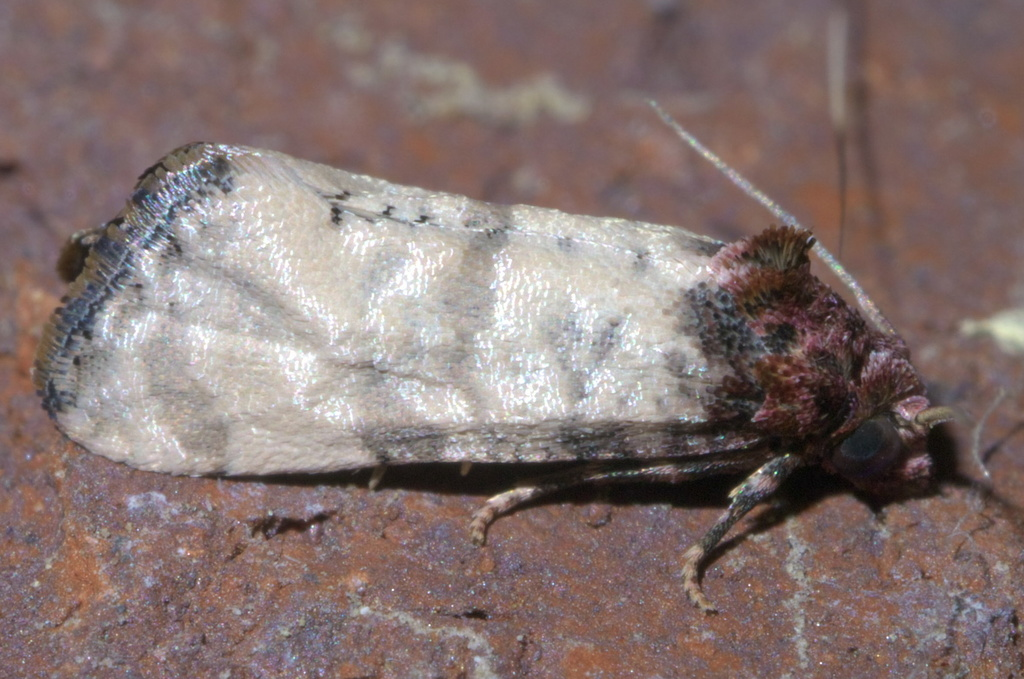
Phalonidia lavana
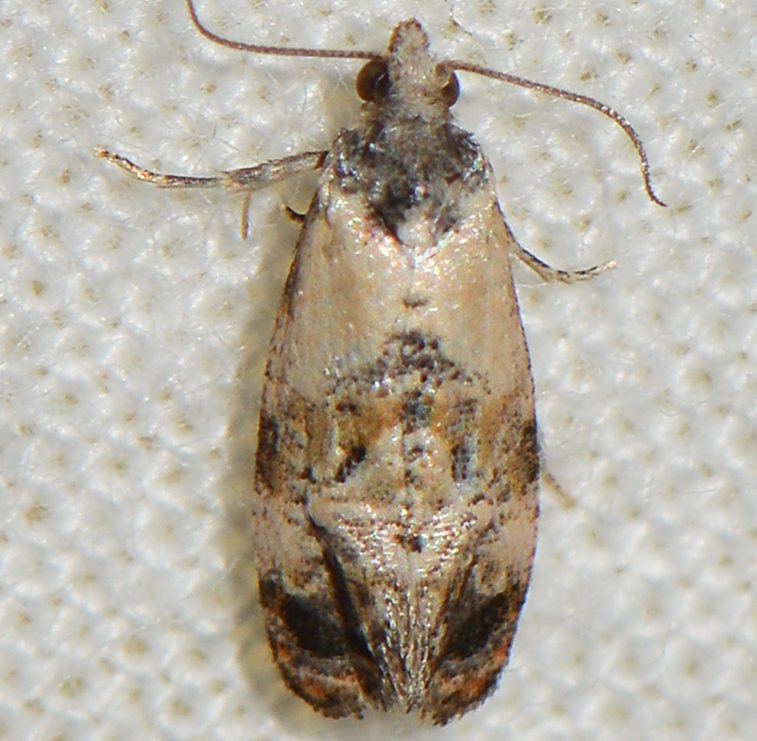
Phalonidia memoranda
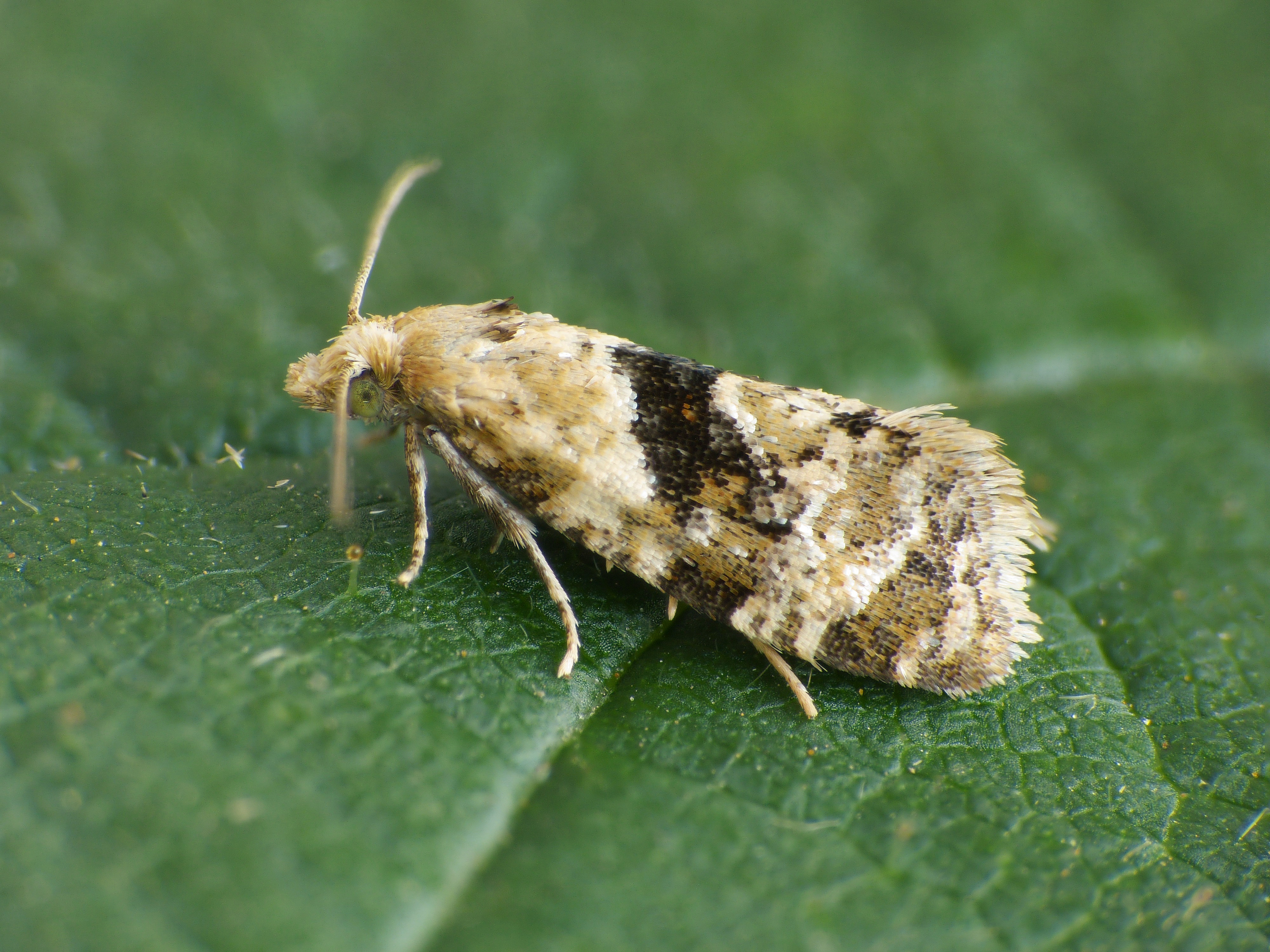
Phalonidia manniana

## Especies
- Phalonidia acrota (Razowski, 1993)
- Phalonidia aetheria (Razowski, 1967)
- Phalonidia affinitana (Douglas, 1846)
- Phalonidia alassosaccula (Razowski, 1997)
- Phalonidia albicaput (Razowski & Becker, 2002)
- Phalonidia albipalpana (Zeller, 1847)
- Phalonidia amasiana (Ragonot, 1894)
- Phalonidia argyraspis (Razowski, 1984)
- Phalonidia assensus (Razowski, 1967)
- Phalonidia baccatana (Razowski & Wojtusiak, 2010)
- Phalonidia basiochreana (Kearfott, 1907)
- Phalonidia bassii (Razowski, 1999)
- Phalonidia brevifasciaria (Y.H. Sun & H.H. Li, 2013)
- Phalonidia brilhanteana (Razowski & Becker, 1983)
- Phalonidia cerina (Razowski & Becker, 2007)
- Phalonidia cermatia (Razowski & Becker, 2002)
- Phalonidia charagmophora (Razowski, 1999)
- Phalonidia chlaenites (Razowski & Becker, 2002)
- Phalonidia chloridia (Razowski & Becker, 1994)
- Phalonidia chlorolitha (Meyrick, 1931)
- Phalonidia cholovalva (Razowski & Wojtusiak, 2006)
- Phalonidia claudia (Razowski & Wojtusiak, 2006)
- Phalonidia contractana (Zeller, 1847)
- Phalonidia coreana (Byun & Li, 2006)
- Phalonidia curvistrigana (Stainton, 1859)
- Phalonidia diamphidia (Clarke, 1968)
- Phalonidia diaphona (Razowski & Becker, 1986)
- Phalonidia docilis (Razowski & Becker, 2002)
- Phalonidia dotica (Razowski, 1993)
- Phalonidia droserantha (Razowski, 1970)
- Phalonidia dyas (Razowski & Becker, 1983)
- Phalonidia dysmorphia (Clarke, 1968)
- Phalonidia dysodona (Caradja, 1916)
- Phalonidia ecuadorensis (Razowski, 1967)
- Phalonidia elderana (Kearfott, 1907)
- Phalonidia electra (Razowski & Becker, 2002)
- Phalonidia embaphion (Razowski, 1984)
- Phalonidia fariasana (Razowski & Becker, 2007)
- Phalonidia fatua (Razowski & Becker, 1983)
- Phalonidia fraterna (Razowski, 1970)
- Phalonidia fulvimixta (Filipjev, 1940)
- Phalonidia gilvicomana (Zeller, 1847)
- Phalonidia haesitans (Razowski & Becker, 1994)
- Phalonidia hapalobursa (Razowski & Becker, 1986)
- Phalonidia haplidia (Razowski, 1986)
- Phalonidia holgina (Razowski & Becker, 2007)
- Phalonidia horrens (Razowski & Becker, 1983)
- Phalonidia hypagosocia (Razowski, 1993)
- Phalonidia imitabilis (Razowski, 1997)
- Phalonidia introrsa (Razowski, 1993)
- Phalonidia jequieta (Razowski & Becker, 2002)
- Phalonidia karsholti (Razowski, 1993)
- Phalonidia kathetospina (Razowski, 1993)
- Phalonidia lacistovalva (Razowski & Becker, 2002)
- Phalonidia laetitia (Clarke, 1968)
- Phalonidia latifasciana (Razowski, 1970)
- Phalonidia latipunctana (Walsingham, 1879)
- Phalonidia lepidana (Clemens, 1860)
- Phalonidia linharesa (Razowski & Becker, 2007)
- Phalonidia lochites (Razowski, 1993)
- Phalonidia loipa (Razowski, 1994)
- Phalonidia lojana (Razowski & Becker, 2002)
- Phalonidia lydiae (Filipjev, 1940)
- Phalonidia manniana (Fischer von Röslerstamm, 1839)
- Phalonidia mayarina (Razowski & Becker, 2007)
- Phalonidia meizobursa (Razowski & Becker, 1994)
- Phalonidia melanothicta (Meyrick, 1927)
- Phalonidia melletes (Razowski & Becker, 1994)
- Phalonidia memoranda (Razowski, 1997)
- Phalonidia mesomerista (Razowski, 1994)
- Phalonidia mimohospes (Razowski & Becker, 1983)
- Phalonidia monocera (Razowski & Becker, 2007)
- Phalonidia nicotiana (Liu & Ge, 1991)
- Phalonidia nonaxyra (Razowski, 1994)
- Phalonidia ochracea (Razowski, 1967)
- Phalonidia ochrimixtana (Zeller, 1877)
- Phalonidia ochrochraon (Razowski & Becker, 2002)
- Phalonidia olivana (Razowski, 1967)
- Phalonidia olivogrisea (Razowski & Wojtusiak, 2010)
- Phalonidia ontariana (Razowski, 1997)
- Phalonidia paliki (Razowski & Becker, 1983)
- Phalonidia parapellax (Razowski, 1999)
- Phalonidia parvana (Kawabe, 1980)
- Phalonidia pellax (Razowski & Becker, 1983)
- Phalonidia phlebotoma (Razowski & Becker, 1994)
- Phalonidia praemorsa (Razowski, 1993)
- Phalonidia pruinosana (Zeller)
- Phalonidia remissa (Razowski & Becker, 2007)
- Phalonidia remota (Razowski & Becker, 1983)
- Phalonidia rotundiventralis (Y.H. Sun & H.H. Li, 2013)
- Phalonidia rufoatra (Razowski, 1992)
- Phalonidia sarovalva (Razowski, 1993)
- Phalonidia scabra (Liu & Ge, 1991)
- Phalonidia scolopis (Razowski, 1993)
- Phalonidia silvestris (Kuznetzov, 1966)
- Phalonidia squalida (Razowski & Becker, 1983)
- Phalonidia submissana (Zeller, 1877)
- Phalonidia swammerdamiana (Zeller, 1877)
- Phalonidia synucha (Razowski & Becker, 1986)
- Phalonidia tarijana (Razowski & Wojtusiak, 2013)
- Phalonidia tenuispiniformis (Ying-Hui Sun & H.H. Li, 2013)
- Phalonidia thryptica (Razowski, 1994)
- Phalonidia trabalea (Razowski & Becker, 1994)
- Phalonidia unguifera (Razowski, 1976)
- Phalonidia vorticata (Meyrick, 1912)
- Phalonidia walkerana (Razowski, 1967)
- Phalonidia zygota (Razowski, 1964)